# ريتشارد هندريكس
ريتشارد هندريكس (بالإنجليزية: Richard Hendrix)‏ مواليد 15 نوفمبر 1986 في ديكاتور، هو لاعب كرة سلة محترف مقدوني بدأ مسيرته الاحترافية في سنة 2008. تم اختياره من قبل فريق غولدن ستايت ووريورز خلال الدرافت، ويحمل الرقم 5. يبلغ طوله 6 قدم 8 بوصة (2.0 م). لعب مع مكابي تل أبيب لكرة السلة الإسرائيلي، أولمبيا ميلانو في ليغا باسكيت الدرجة الأولى، لوكوموتيف كوبان الروسي وبالونكيستو مالقا في ليغا أيه سي بي.

## روابط خارجية
- ريتشارد هندريكس على موقع الاتحاد الدولي لكرة السلة (الإنجليزية)
- ريتشارد هندريكس على موقع الدوري الأوروبي لكرة السلة (الإنجليزية)
- ريتشارد هندريكس على موقع دوري كرة السلة الياباني للمحترفين (اليابانية)
- ريتشارد هندريكس على موقع سبورتس رفرنس (الإنجليزية)
- ريتشارد هندريكس على موقع الدوري الإسباني لكرة السلة (الإسبانية)
- ريتشارد هندريكس على موقع كرة السلة الأوروبية.كوم (الإنجليزية)
- ريتشارد هندريكس على موقع DraftExpress.com (الإنجليزية)
- ريتشارد هندريكس على موقع كلية كرة السلة في سبورتس رفرنس.كوم (الإنجليزية)
- ريتشارد هندريكس على موقع ريلجم (الإنجليزية)
- ريتشارد هندريكس على موقع بروبوليرز (الإنجليزية)